# 河北美術展
河北美術展（かほくびじゅつてん）は、毎年春に開催される高校生以上を対象とした、日本画、洋画と彫刻の公募展。通称は「河北展（かほくてん）」。

## 概要
仙台市に本社を置く河北新報社が主催する、高校生以上を対象とした未発表作品の公募展。最高賞は河北賞。

## 系譜
- 東北美術展
- 河北美術展

## 歴史
- 1933年（昭和8年） - 東北美術展として第1回が開催される。
- 戦時中4度の休展があった。
- 2014年（平成26年） - 第77回開催[2]。
- 2015年（平成27年） - 入賞作品(例) - ウェイバックマシン（2015年6月22日アーカイブ分）

## 応募要項
- 作品募集要項（例） 4月初旬 募集〆切

## 入賞・入選者発表
- 4月下旬　河北新報朝刊&河北美術展HP

## 展示
河北美術展主会場（藤崎）での展示と、巡回展 がある。（第78回の場合、栗原市・大崎市・利府町）